# Lista över guvernörer i Texas

Guvernörens standar

Texas guvernör är den högste utövaren av verkställande makt i delstatsstyret.
Texas blev upptagen som en delstat i USA 29 december 1845. Texas utträdde ur USA 1 februari 1861 och anslöt sig till Amerikas konfedererade stater 23 mars 1861. Efter amerikanska inbördeskriget ockuperades Texas av nordstaterna. Texas blev åter en delstat i USA 30 mars 1870.
Jämfört med de andra delstaterna, guvernörskapet i Texas har beskrivits som en av relativ svaghet. I vissa avseenden, är det viceguvernören i Texas som har större inflytande att utöva sina privilegier.

## Texas guvernörer från 1846
| Nummer | Namn                     | Parti      | Ämbetsperiod |
| ------ | ------------------------ | ---------- | ------------ |
| 1.     | James Pinckney Henderson | Demokrat   | 1846–1847    |
| 2.     | George Tyler Wood        | Demokrat   | 1847–1849    |
| 3.     | Peter Hansborough Bell   | Demokrat   | 1849–1853    |
| 4.     | J.W. Henderson           | Demokrat   | 1853–1853    |
| 5.     | Elisha M. Pease          | Unionist   | 1853–1857    |
| 6.     | Hardin Richard Runnels   | Demokrat   | 1857–1859    |
| 7.     | Sam Houston              | Obunden    | 1859–1861    |
| 8.     | Edward Clark             | Demokrat   | 1861–1861    |
| 9.     | Francis Lubbock          | Demokrat   | 1861–1863    |
| 10.    | Pendleton Murrah         | Demokrat   | 1863–1865    |
| tf.    | Fletcher Stockdale       | Militär    | 1865–1865    |
| 11.    | Andrew Jackson Hamilton  | Demokrat   | 1865–1866    |
| 12.    | James W. Throckmorton    | Demokrat   | 1866–1867    |
| 13.    | Elisha M. Pease          | Republikan | 1867–1869    |
| 14.    | Edmund J. Davis          | Republikan | 1870–1874    |
| 15.    | Richard Coke             | Demokrat   | 1874–1876    |
| 16.    | Richard B. Hubbard       | Demokrat   | 1876–1879    |
| 17.    | Oran M. Roberts          | Demokrat   | 1879–1883    |
| 18.    | John Ireland             | Demokrat   | 1883–1887    |
| 19.    | Lawrence Sullivan Ross   | Demokrat   | 1887–1891    |
| 20.    | Jim Hogg                 | Demokrat   | 1891–1895    |
| 21.    | Charles A. Culberson     | Demokrat   | 1895–1899    |
| 22.    | Joseph D. Sayers         | Demokrat   | 1899–1903    |
| 23.    | S.W.T. Lanham            | Demokrat   | 1903–1907    |
| 24.    | Thomas Mitchell Campbell | Demokrat   | 1907–1911    |
| 25.    | Oscar Branch Colquitt    | Demokrat   | 1911–1915    |
| 26.    | James E. "Pa" Ferguson   | Demokrat   | 1915–1917    |
| 27.    | William P. Hobby         | Demokrat   | 1917–1921    |
| 28.    | Pat Morris Neff          | Demokrat   | 1921–1925    |
| 29.    | Miriam A. "Ma" Ferguson  | Demokrat   | 1925–1927    |
| 30.    | Dan Moody                | Demokrat   | 1927–1931    |
| 31.    | Ross S. Sterling         | Demokrat   | 1931–1933    |
| 32.    | Miriam A. "Ma" Ferguson  | Demokrat   | 1933–1935    |
| 33.    | James Allred             | Demokrat   | 1935–1939    |
| 34.    | W. Lee O'Daniel          | Demokrat   | 1939–1941    |
| 35.    | Coke R. Stevenson        | Demokrat   | 1941–1947    |
| 36.    | Beauford H. Jester       | Demokrat   | 1947–1949    |
| 37.    | Allan Shivers            | Demokrat   | 1949–1957    |
| 38.    | Price Daniel             | Demokrat   | 1957–1963    |
| 39.    | John Connally            | Demokrat   | 1963–1969    |
| 40.    | Preston Smith            | Demokrat   | 1969–1973    |
| 41.    | Dolph Briscoe            | Demokrat   | 1973–1979    |
| 42.    | Bill Clements            | Republikan | 1979–1983    |
| 43.    | Mark White               | Demokrat   | 1983–1987    |
| 44.    | Bill Clements            | Republikan | 1987–1991    |
| 45.    | Ann Richards             | Demokrat   | 1991–1995    |
| 46.    | George W. Bush           | Republikan | 1995–2000    |
| 47.    | Rick Perry               | Republikan | 2000–2015    |
| 48.    | Greg Abbott              | Republikan | 2015–        |